# Рябчик Михайловского
Ря́бчик Михайло́вского (лат. Fritillária michailóvskyi) — многолетнее травянистое растение; вид рода Рябчик семейства Лилейные.

## Ботаническое описание
Луковица белая, состоит из двух мясистых чешуй, мелкая (1—1,5 см в поперечнике).
Стебель высотой 10—20 см, бороздчатый.
Все листья очерёдные, их количество от трёх до пяти; нижние сближенные, иногда почти супротивные, эллиптически-ланцетные, 6—7 см длиной, 1—2 мм шириной, полустеблеобъемлющие, суженные к обоим концам, тупые; верхние узко-ланцетные и линейные, заострённые.
Цветок одиночный (реже их два—три) поникающий. Околоцветник колокольчатый, доли его продолговато-эллиптические, до 30 мм длиной, туповатые, на верхушке реснитчатые. Нижняя часть тёмно-красно-фиолетовая, верхняя ярко-жёлтая; граница между частями резкая. Нектарник глубокий, наружу выдается в виде большого бугорка или даже шпоры. Тычинки с реснитчатыми нитями, покрытыми сосочками, превышающими немного пыльник. Столбик одинаковой величины с завязью, до половины разделён на три рыльца.

## Распространение и экология
Найден в бывшей Карсской области. Произрастает в Армении и северо-восточной Турции (Курдистан).
В природе растёт на каменистой почве, на склонах гор.
В качестве декоративного растения распространился по многим областям умеренного климата.

## Значение и применение

### Рябчик Михайловского как декоративное растение
Рябчик Михайловского стал популярным после того как его в 1983 году вторично открыли в Турции англичане. С тех пор широко встречается в культуре. Примечателен довольно ранним и продолжительным цветением, необычными цветом и формой цветка, формой плодов.
Одинаково хорошо растёт на солнце и в полутени. Небольшие размеры рябчика Михайловского позволяют с успехом использовать его в альпинариях.
Размножается, как правило, семенами. Сеянцы можно выращивать, не выкапывая, вплоть до цветения. Крупные луковицы малоустойчивы к заболеваниям, что особенно проявляется в годы с влажным летом, поэтому их желательно регулярно выкапывать.
Зимостойкость: 4—9 зона USDA; в центральной части России зимостоек.
|                                                 |  |  |  |
| Цветущие растения в саду, бутоны, цветки, плоды |  |  |  |

## Таксономия
Описан Фоминым с горы Аскор-даг. Тип в Тбилиси.
|  |                      |  |                                                                                     |                                                                                     |                       |  | ещё два подсемейства — Калохортусовые и Медеоловые | ещё два подсемейства — Калохортусовые и Медеоловые |                                          |  |  |  | ещё четыре рода — Лилия, Кардиокринум, Номохарис, Нотолирион | ещё четыре рода — Лилия, Кардиокринум, Номохарис, Нотолирион |  |  |
|  |                      |  |                                                                                     |                                                                                     |                       |  | ещё два подсемейства — Калохортусовые и Медеоловые | ещё два подсемейства — Калохортусовые и Медеоловые |                                          |  |  |  | ещё четыре рода — Лилия, Кардиокринум, Номохарис, Нотолирион | ещё четыре рода — Лилия, Кардиокринум, Номохарис, Нотолирион |  |  |
|  |                      |  |                                                                                     | семейство Лилейные                                                                  |                       |  |                                                    |                                                    | триба Лилейные                           |  |  |  |                                                              | вид Рябчик Михайловского                                     |  |  |
|  |                      |  |                                                                                     | семейство Лилейные                                                                  |                       |  |                                                    |                                                    | триба Лилейные                           |  |  |  |                                                              | вид Рябчик Михайловского                                     |  |  |
|  | порядок Лилиецветные |  |                                                                                     |                                                                                     | подсемейство Лилейные |  |                                                    |                                                    | род Рябчик                               |  |  |  |                                                              |                                                              |  |  |
|  | порядок Лилиецветные |  |                                                                                     |                                                                                     |                       |  |                                                    |                                                    |                                          |  |  |  |                                                              |                                                              |  |  |
|  |                      |  | ещё 9 семейств (согласно Системе APG II), в том числе Безвременниковые, Мелантиевые | ещё 9 семейств (согласно Системе APG II), в том числе Безвременниковые, Мелантиевые |                       |  |                                                    | ещё две трибы — Тюльпановые и Гейджиевые           | ещё две трибы — Тюльпановые и Гейджиевые |  |  |  | ещё сто сорок девять видов                                   |                                                              |  |  |
|  |                      |  |                                                                                     | ещё 9 семейств (согласно Системе APG II), в том числе Безвременниковые, Мелантиевые |                       |  |                                                    |                                                    | ещё две трибы — Тюльпановые и Гейджиевые |  |  |  |                                                              |                                                              |  |  |